# 瓦森半島
瓦森半島是南極洲的半島，位於南奧克尼群島的勞里島北岸，處於麥獨孤灣和馬爾灣之間，長4公里，該半島在1903年由蘇格蘭的探險隊繪入地圖。
60°42′S 44°32′W / 60.700°S 44.533°W